# Schwenkfeldina dolens
Schwenkfeldina dolens là một ruồi trong họ Sciaridae, thuộc chi Schwenkfeldina. Loài này được Johannsen miêu tả khoa học đầu tiên năm 1912.